# Long Long While
Long Long While is een nummer van The Rolling Stones. Het was te beluisteren als B-kant van de single Paint It Black. Volgens Allmusic komt het nummer niet voor op een regulier studioalbum van de band. Het bluesy nummer zou daarvoor qua aard en toonvoering te afwijkend zijn van hun “normale” repertoire. Gastmuzikant op het lied is Ian Stewart op piano en hammondorgel. Het lied komt wel voor op een aantal verzamelalbums van de band. Jagger en Richard geven toe dat ze ongelijk hadden in een liefdesconflict.

## NPO Radio 2 Top 2000
Long Long While stond alleen in 2000 in de NPO Radio 2 Top 2000, op plek 1721.